# توماس لانغمان
توماس لانغمان (بالفرنسية: Thomas Langmann)‏ (و. 1971 – م) هو ممثل، ومنتج أفلام، ومخرج سينمائي، وكاتب سيناريو من فرنسا. ولد في باريس.

## جوائز وترشيحات
حصل على جوائز منها:
- جائزة نقابة المنتجين الأمريكية لأفضل مسرحية سينمائية  [لغات أخرى]‏، عن عمل:الفنان (2012)
- جائزة سيزر لأفضل فيلم، عن عمل:الفنان (2012)
- جائزة البافتا لأفضل فيلم، عن عمل:الفنان (2012)
- جائزة آكتا العالمية لأفضل فيلم [الإنجليزية]‏، عن عمل:الفنان (2011)
- جائزة الأوسكار لأفضل فيلم، عن عمل:الفنان.

ترشح لـ:
- جائزة نقابة المنتجين الأمريكية لأفضل مسرحية سينمائية، عن عمل:الفنان (2012)
- جائزة البافتا لأفضل فيلم، عن عمل:الفنان (2012)
- جائزة سيزر لأفضل فيلم، عن عمل:الفنان (2012)
- AACTA International Award for Best Film، عن عمل:الفنان (2011)
- European Film Award for Best Film، عن عمل:الفنان (2011)
- جائزة سيزر لأفضل فيلم، عن عمل:Mesrine (2009)
- جائزة سيزر لأفضل ممثل مساعد (1994)
- César Award for Most Promising Actor، عن عمل:Paris Awakens (1992)
- César Award for Most Promising Actor (1989)
- جائزة الأوسكار لأفضل فيلم، عن عمل:الفنان.

## روابط خارجية
- توماس لانغمان على موقع IMDb (الإنجليزية)
- توماس لانغمان على موقع ميتاكريتيك (الإنجليزية)
- توماس لانغمان على موقع روتن توميتوز (الإنجليزية)
- توماس لانغمان على موقع ألو سيني (الفرنسية)
- توماس لانغمان على موقع أول موفي (الإنجليزية)
- توماس لانغمان على موقع قاعدة بيانات الأفلام السويدية (السويدية)
- توماس لانغمان على موقع قاعدة بيانات الفيلم (الإنجليزية)
- توماس لانغمان على موقع كينوبويسك (الروسية)